# Derrinturn
Derrinturn (irisch Doire an tSoirn, deutsch: „Eichenholz des Ofens“) ist ein Dorf im irischen County Kildare. Laut der Volkszählung von 2022 hat Derrinturn 1837 Einwohner und damit die Einwohnerzahl seit 1991 mehr als verdreifacht.

## Lage
Derrinturn liegt etwa 55 Kilometer westlich von Dublin und etwa 25 Kilometer nördlich von Kildare an der R403 von Carbury nach Allenwood. 
Östlich der Siedlung befindet sich das Moorgebiet Timahoe Bog.

## Sehenswürdigkeiten
- Katholische Dreifaltigkeitskirche
- Alte Windmühle

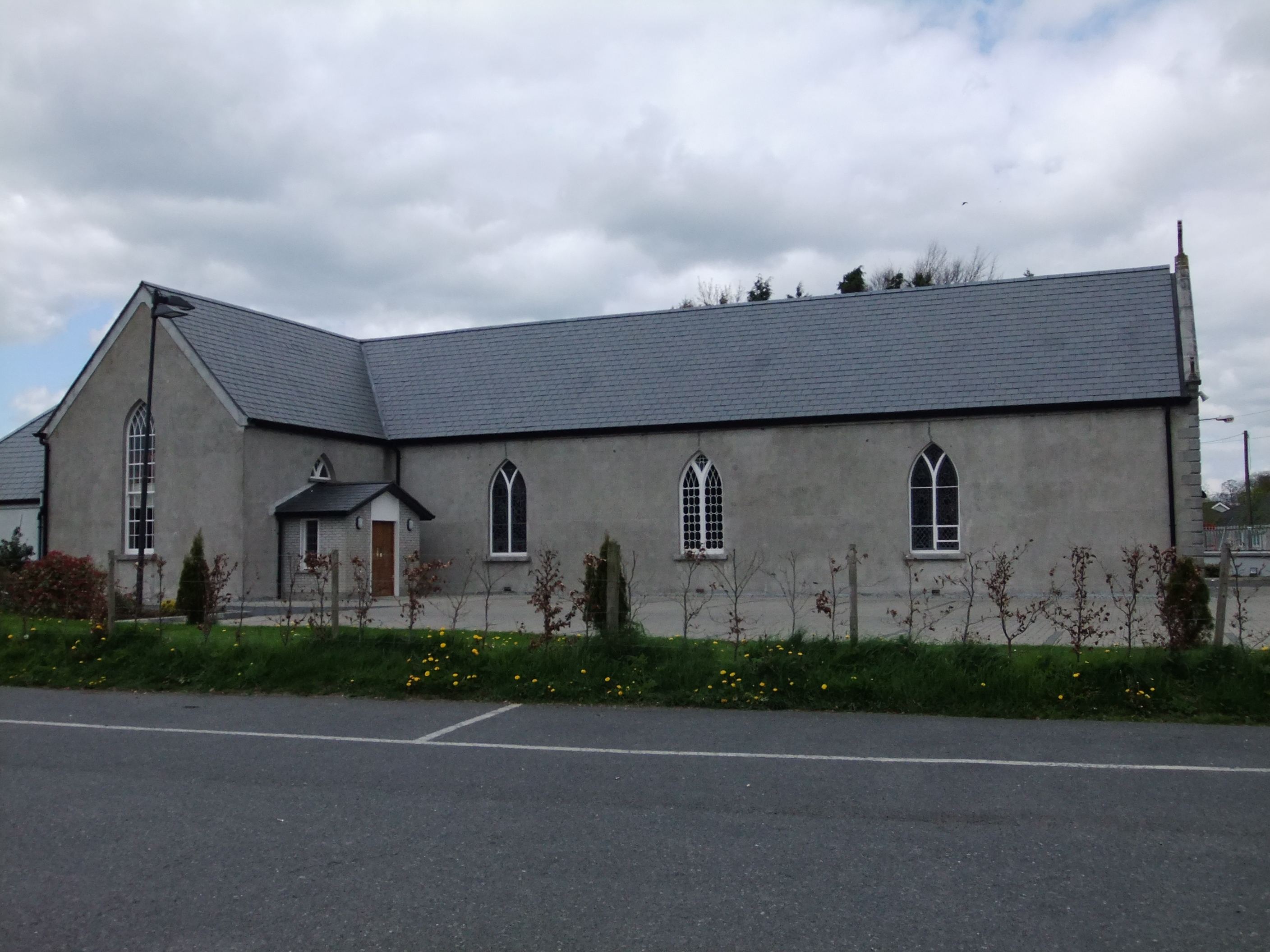
Dreifaltigkeitskirche
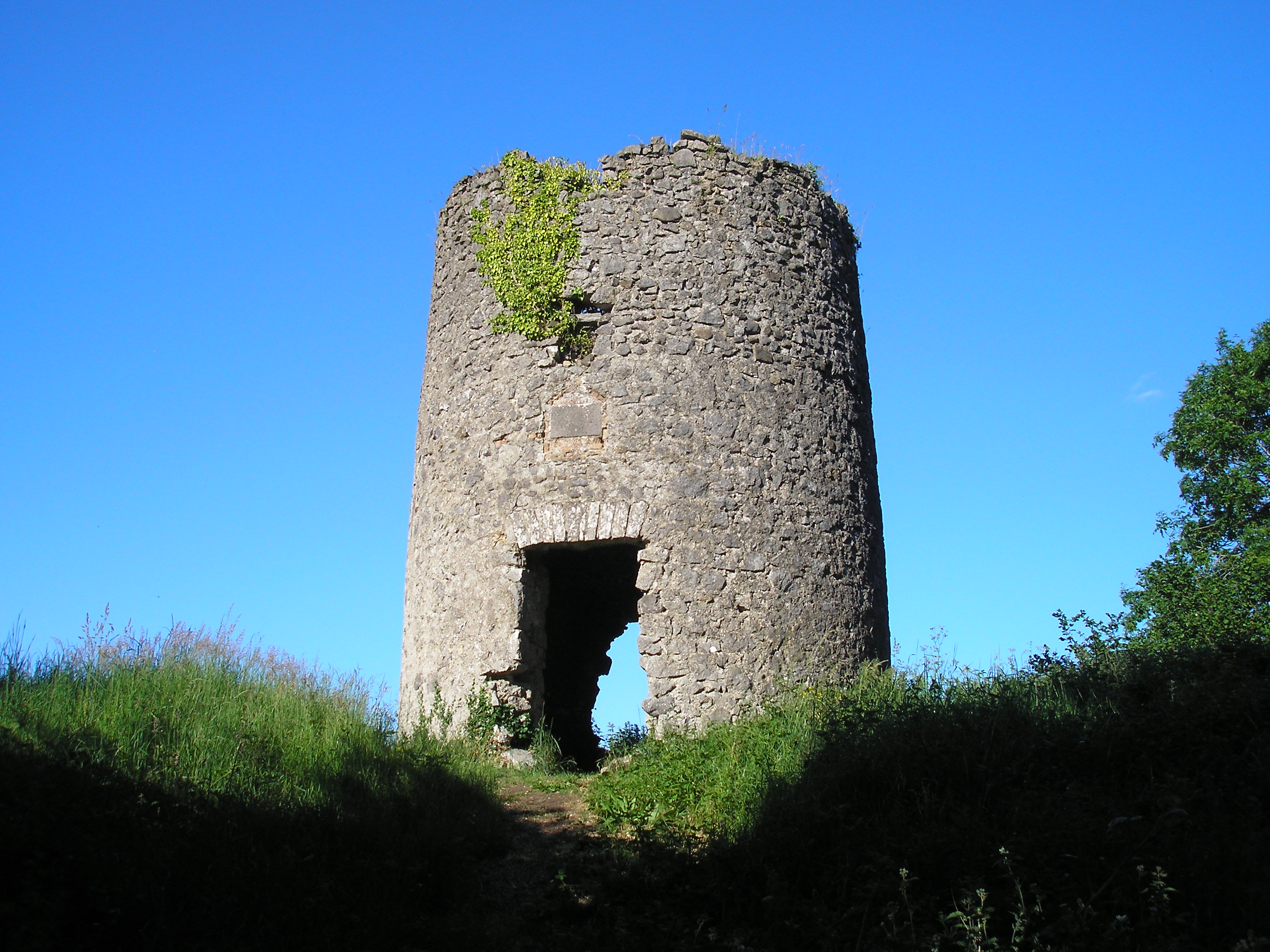
Windmühle